# Suavitzat
En estadística i processament d'imatges, suavitzar, allisar o atenuar un conjunt de dades consisteix en crear una funció que intenti capturar patrons importants i deixar el soroll a un costat. Amb aquest objectiu, s'utilitzen diversos algoritmes. Un dels més comuns és la mitjana mòbil, usada comunament amb enquestes estadístiques. En processament d'imatges i visió per computador, l'aproximació millor fundamentada és la representació espai-escala.